# 海葱
海葱(Urginea maritima)是天门冬科绵枣儿亚科的多年生鳞茎植物。

## 形态
多年生草本植物，含粘滑的汁液。地下有很大的鳞茎；广披针形的叶子丛生；从叶丛中抽出的花茎，夏秋时节开白色小花，顶生的总状花序。

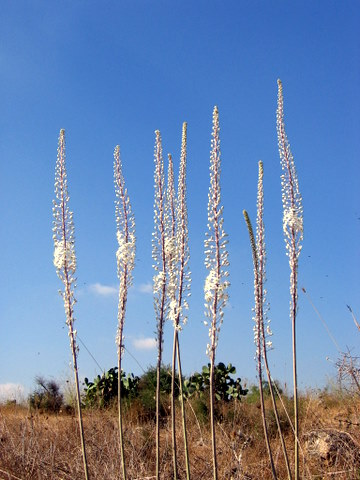
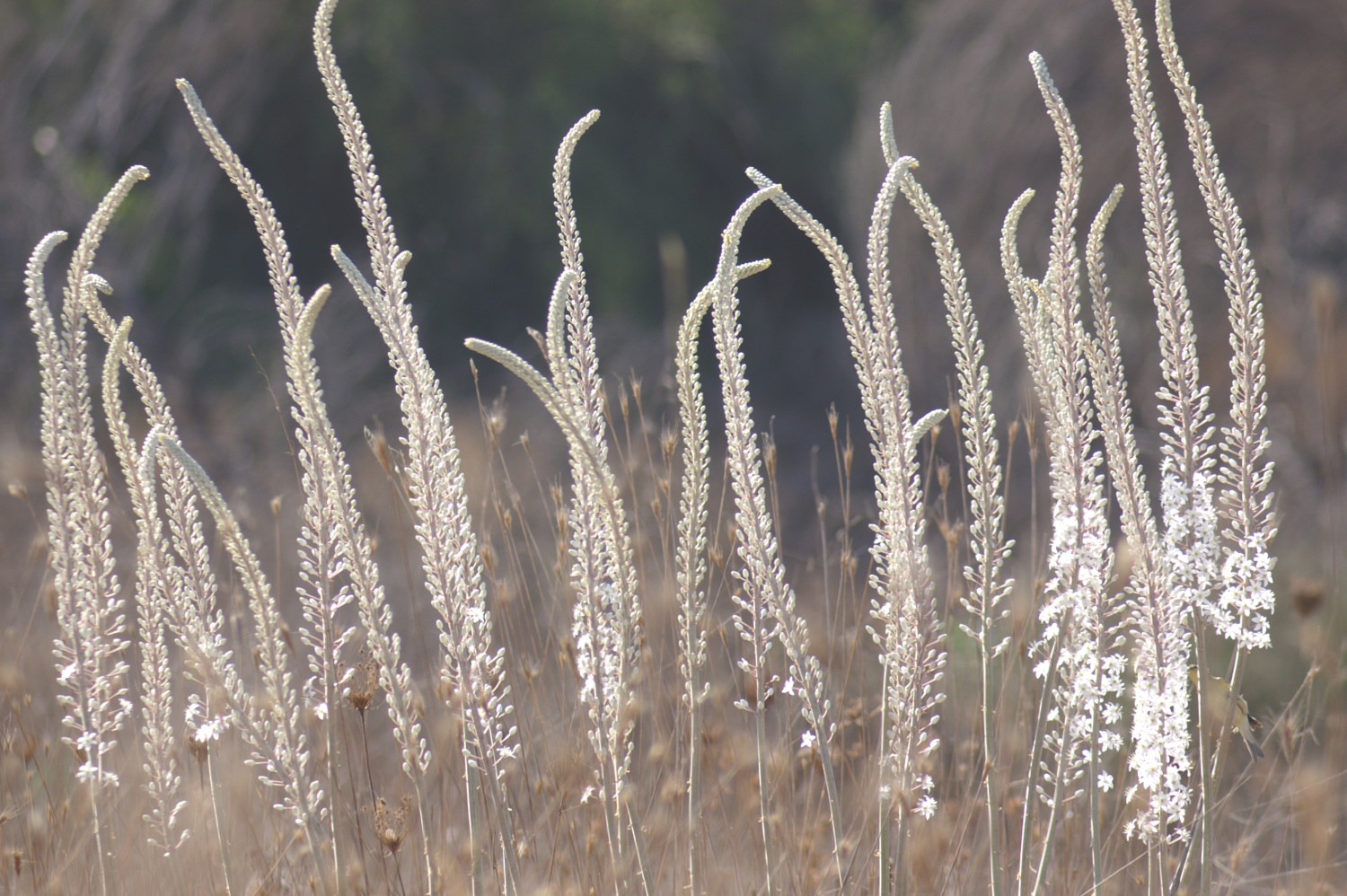
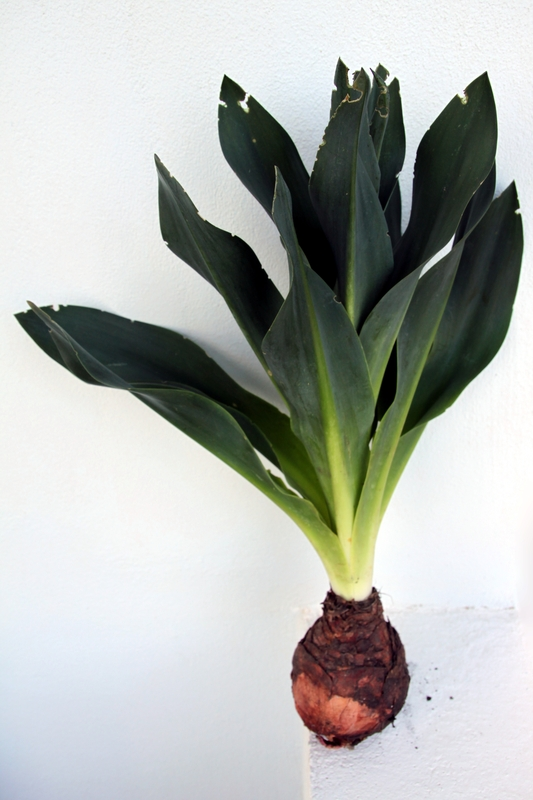
植株
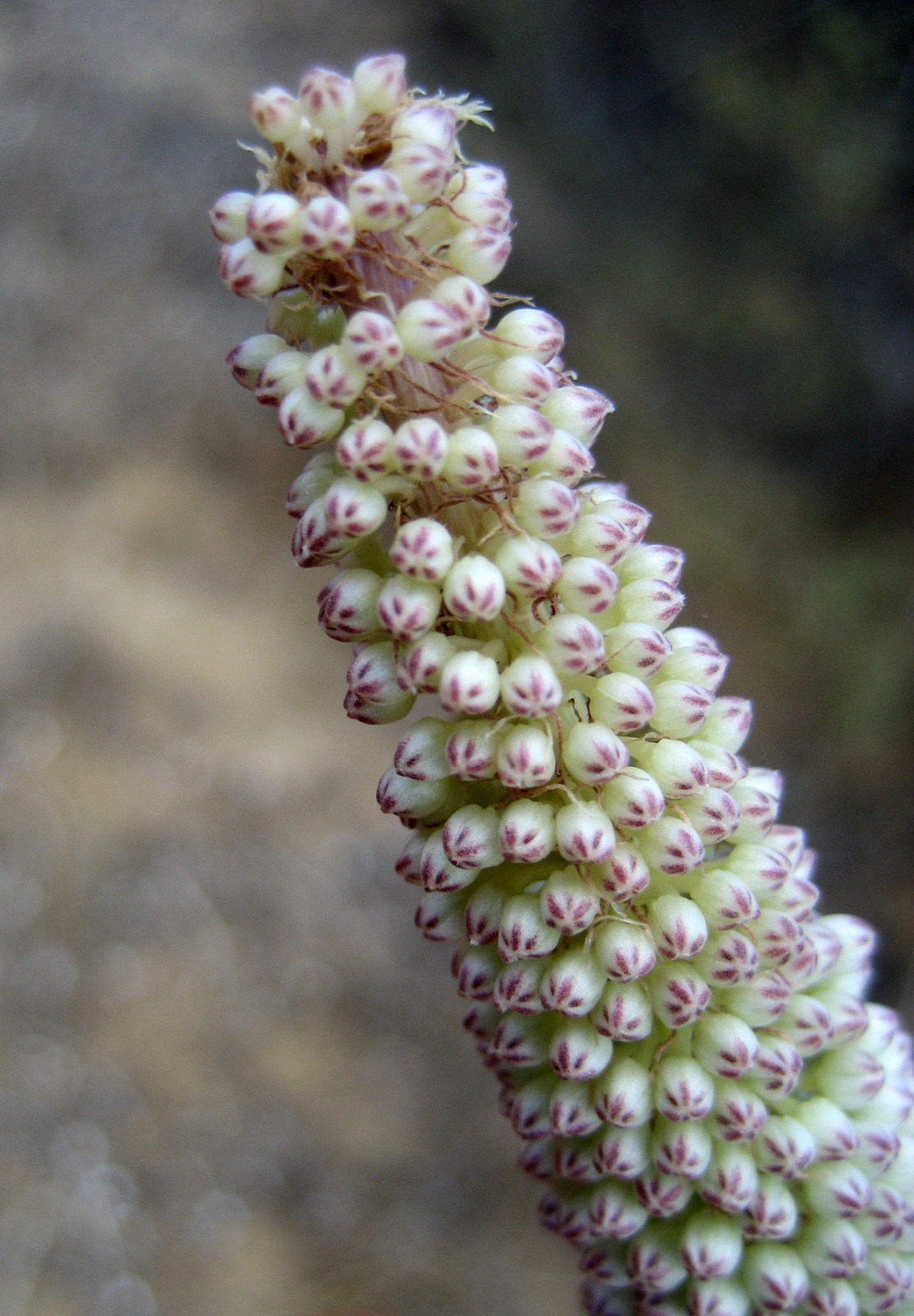
花苞
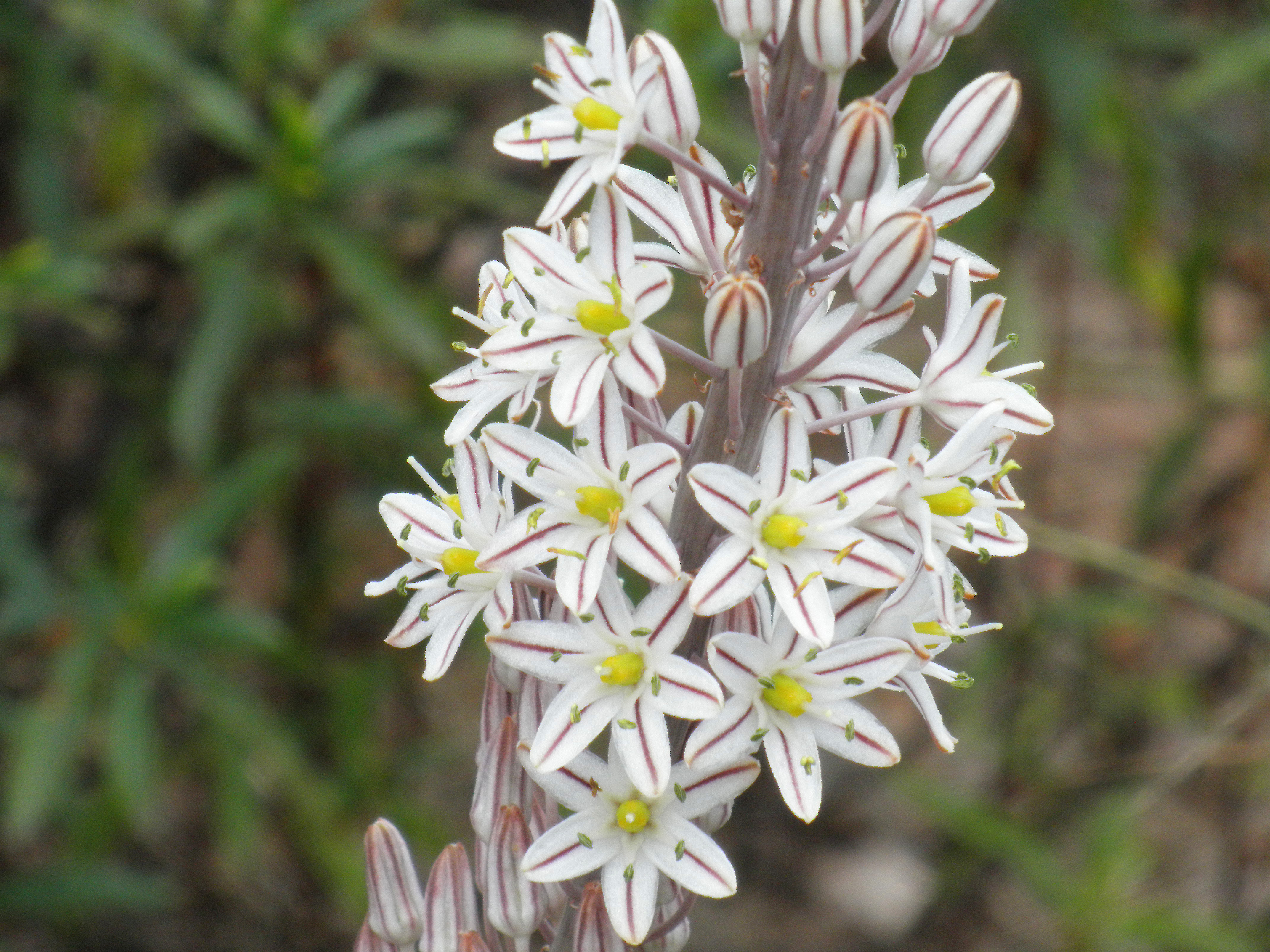
花

## 分布
原产于地中海沿岸，现在中国有引入栽培。

## 药用
海葱的鳞茎可用作强心药，作用和毛地黄相似。